# Brittiska Guyana i olympiska sommarspelen 1948
Brittiska Guyana deltog med fyra deltagare vid de olympiska sommarspelen 1948 i London. Ingen av landets deltagare erövrade någon medalj.